# Martinet (industrie)
Pour les articles homonymes, voir Martinet.

Fonctionnement d'un martinet de forge.

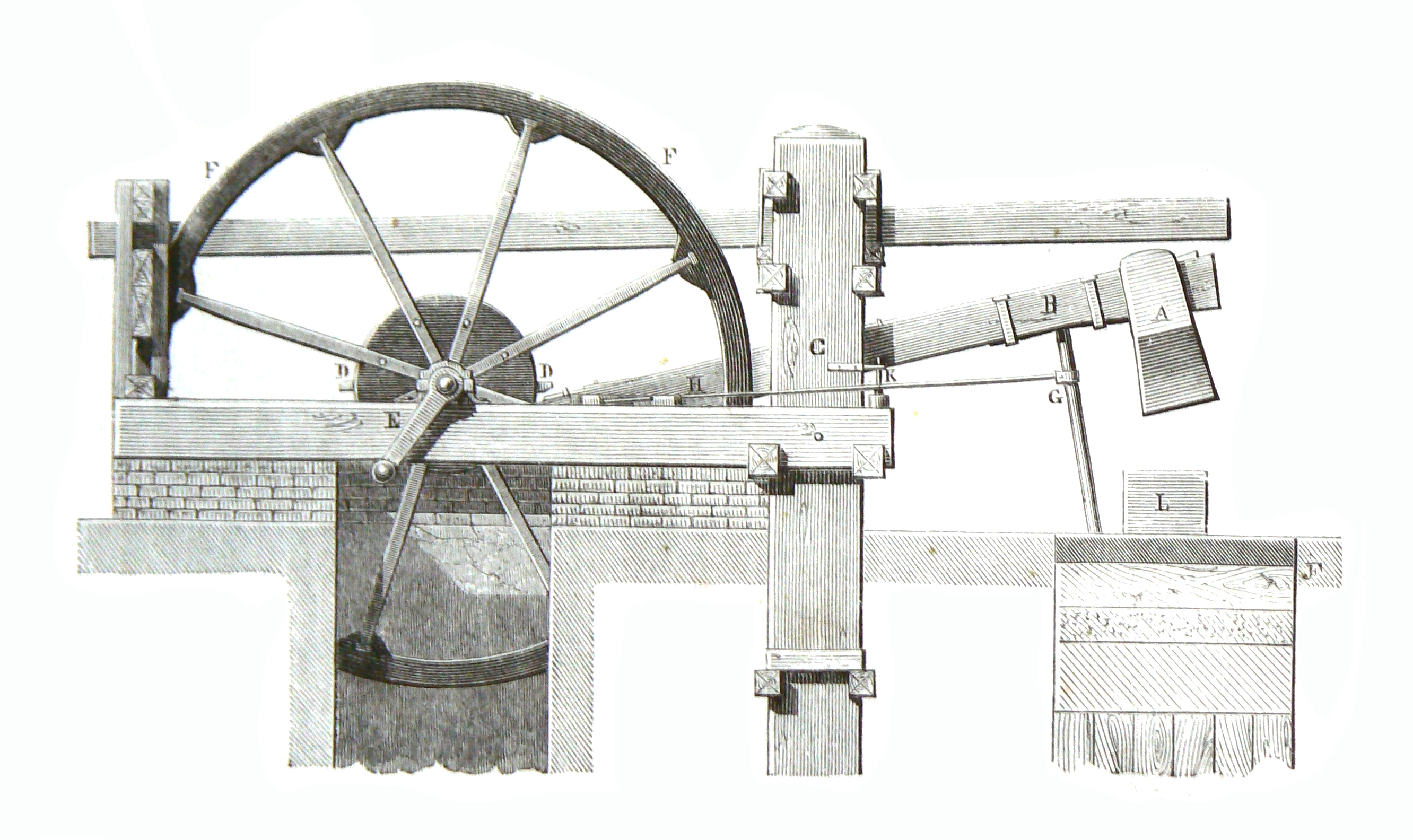
Illustration du martinet, cours de mécanique de Charles Delaunay, édition 1868.

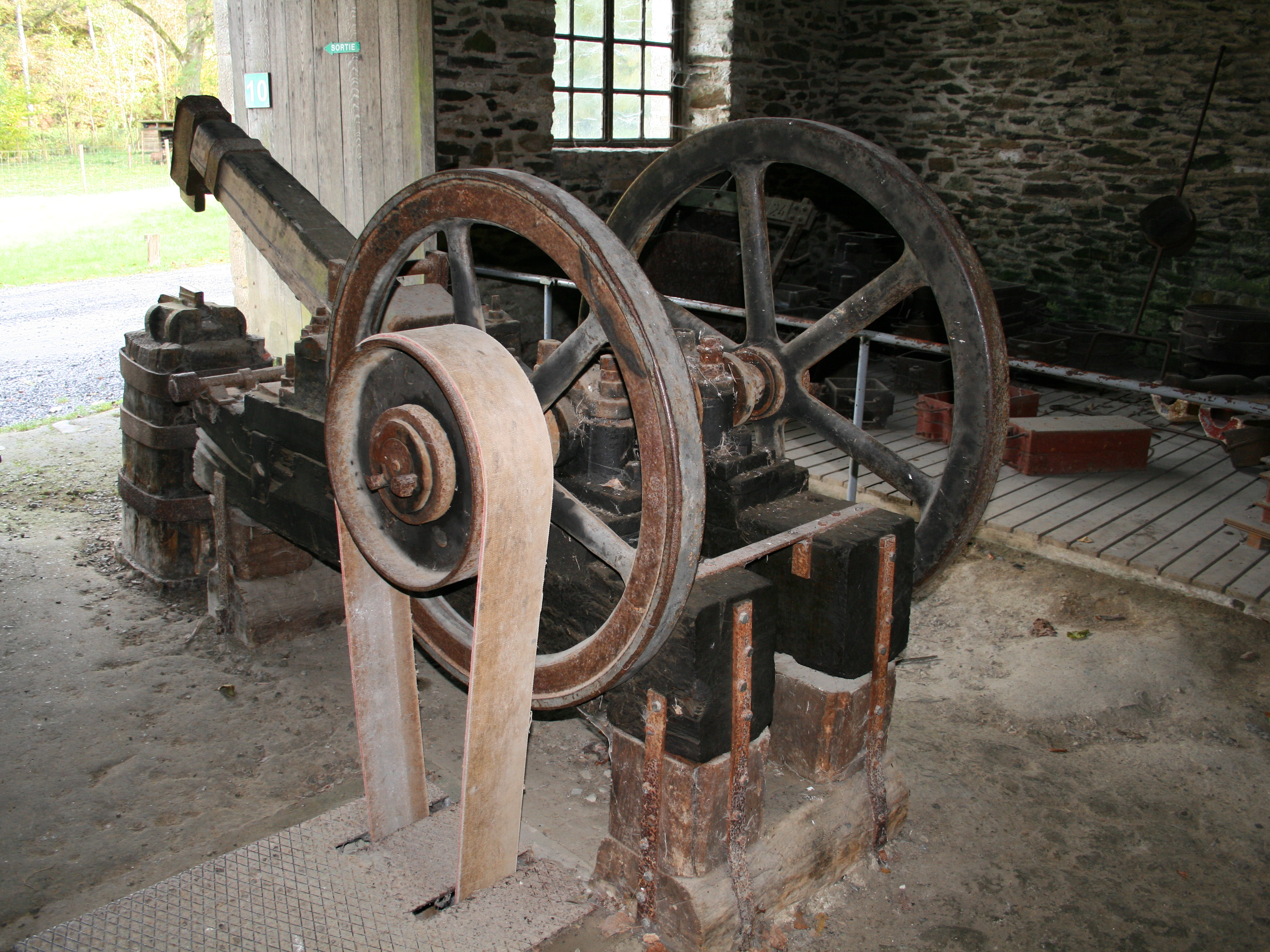
Ancien Martinet du Fourneau Saint-Michel à Saint-Hubert (Belgique).

Un martinet est un gros marteau à bascule, longtemps mû par l'énergie hydraulique d'un moulin à eau, et utilisé depuis le Moyen Âge pour des productions industrielles diverses comme la fabrication du papier, du tan, du foulon, du chanvre, le forgeage du fer, le battage du cuivre. Le mot désigne par métonymie le mécanisme qui met en mouvement ce gros marteau, puis le bâtiment où il est installé.
L'usage d'un martinet par les moines cisterciens est attesté dans des écrits en 1135 à l'abbaye de Clairvaux et archéologiquement vers 1220 à l'abbaye cistercienne de Fontenay en Bourgogne.
Il a existé au XIXe siècle des martinets à fer à vapeur, et des ateliers avec six ou huit martinets. L'outil disparaît progressivement à partir de 1840, lorsque l'énergie hydraulique est remplacée par des machines à vapeur, et les marteaux à bascule par des marteaux à soulèvement (marteau-pilon).
Le dernier martinet à cuivre installé depuis le XVe siècle dans un moulin sur le bord du Sor à Durfort, a été en activité jusqu'en 1998. En même temps, d'autres moulins équipés de martinet ont été restaurés et remis en activité dans un but muséographique, comme le Martinet de la Ramonde, en Aveyron, la forge cistercienne de Fontenay dans la Côte-d'Or.

## Fonctionnement

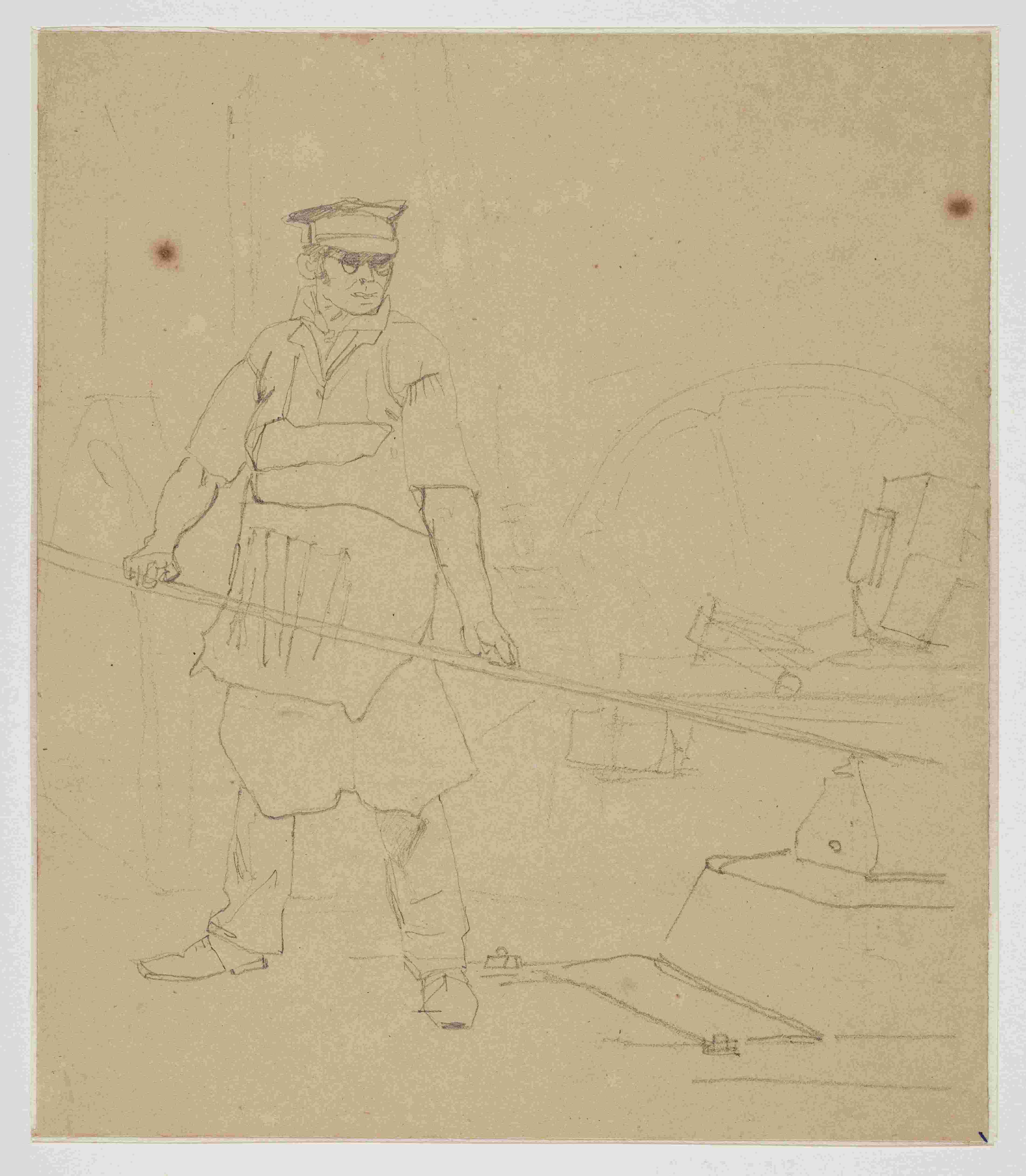
Ouvrier travaillant le fer au martinet dans la forge d'Abainville en 1837, selon Ignace-François Bonhommé

Dans l'industrie du fer un martinet, appelé aussi marteau hydraulique ou moulin à fer, est constitué d'un lourd marteau à bascule, qui vient tomber sur une enclume ou un tas. Ce marteau est soulevé par les cames d'un arbre horizontal, entraîné par un moulin à eau.
Le martinet est une application de l'énergie hydraulique pour les travaux de cinglage ou de forgeage des métaux comme le fer, ou le cuivre, soit pour broyer le minerai (mais le bocard est plus adapté), soit pour donner une forme aplatie aux lingots.
Le fonctionnement est très irrégulier, aussi les cames sont-elles souvent insérées sur un arbre moteur très lourd ou entre deux volants. Pour augmenter le rythme de travail, l'amplitude de débattement du marteau est diminuée par des ressorts très rigides, une poutre en bois sur les plus anciens (gravure), puis des ressorts métalliques sur les modèles plus récents. Cela permet d'augmenter le nombre de cames. La vitesse de l'arbre est régulée par la variation du débit de la chute d'eau qui fait tourner la roue.
Le maître d'un martinet s'appelle un martineur, dans le Sud de la France un matrinaïre.

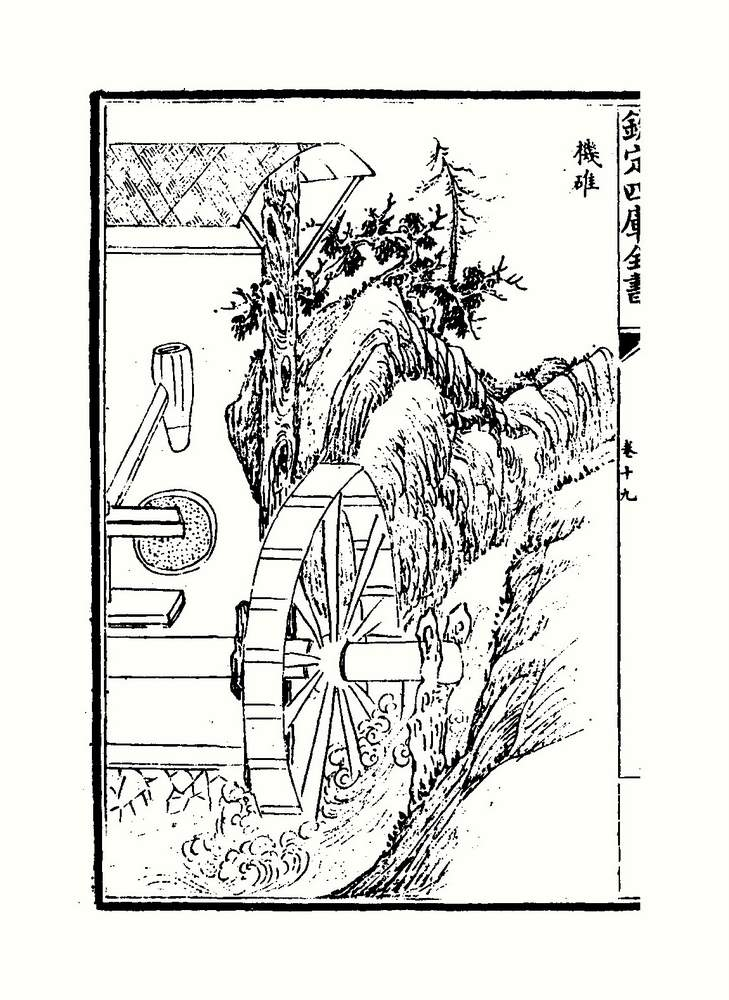
Pilon dans le Livre d'agriculture de Wang Zhen, 1313, Chine.

## Histoire

### Sidérurgie
La source la plus ancienne et la plus sûre est une mention de son usage en 1135 à l'abbaye de Clairvaux, point de départ d'une diffusion rapide et bien documentée dans toute l'Europe, ,. Étant donné la documentation assez riche de l'époque antérieure, l'hypothèse d'une invention en France au XIIe siècle du martinet, et surtout de l'arbre à came, a donc une grande probabilité d'être fondée, même si certaines recherches suggèrent que l’on puisse situer l’origine du martinet dans la Catalogne. Le martinet semble avoir été la première utilisation de la force hydraulique dans l'industrie métallurgique, précédant d'un siècle l'invention des soufflantes mues par l'eau. L'utilisation de martinets permet de travailler des pièces plus imposantes (les marteaux de l'époque pouvaient peser 300 kg et frapper 120 coups à la minute) et plus rapidement (des marteaux de 80 kg frappant 200 coups à la minute).
On relève aussi l'usage d'un martinet par les moines cisterciens de l'abbaye de Fontenay en 1220. Il permettait l’affinage de loupes de fer issues des bas fourneaux.
Leur perfectionnement accompagne l'augmentation de la taille des bas fourneaux comme les stückofen qui traitent des loupes de fer d'une telle dimension qu'il n'est plus possible de les travailler à la main, mais seulement avec des marteaux actionnés par la force hydraulique. Alors que le bas fourneau a été, pendant tout le Moyen Âge, un procédé nomade, qu'on édifie en fonction des affleurements de minerai et de la disponibilité du combustible, le « four à masse » (c'est-à-dire bas fourneau qui a évolué jusqu'à devenir une structure pérenne) et le martinet sont des installations industrielles sédentaires.
En Chine, alors que l'utilisation de l'énergie hydraulique pour actionner les soufflets de forge était pratiquée dès le Ier siècle, le martinet y apparaît plus tard. Wang Zhen, dans son Livre d'agriculture de 1313, mentionne un pilon activé par un moulin à eau et utilisé pour piler des céréales. En 1637, toujours en Chine, Song Yingxing, présente un moulin à eau, faisant fonctionner plusieurs martinets par alternance.